# Boulder Bank

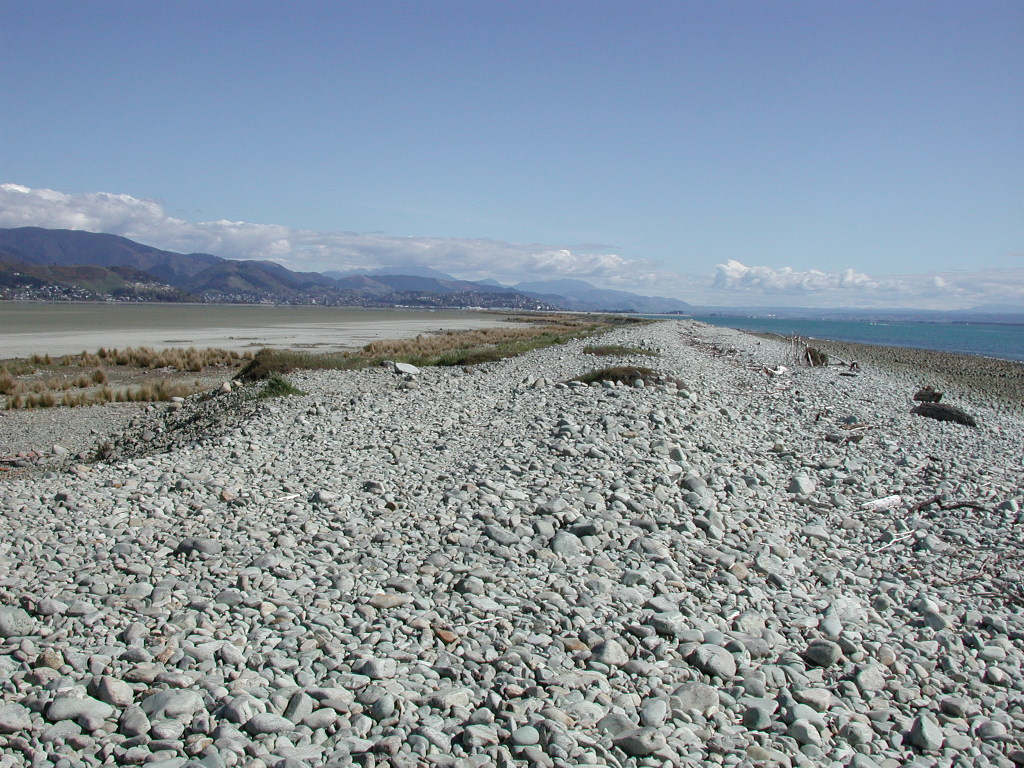
Inicio del Boulder Bank en Mackay Bluff con Nelson en la distancia

El Boulder Bank (en maorí: Te Taero a Keropa o Te Tāhuna o Tama-i-ea) es un relieve natural muy inusual en Nelson, Nueva Zelanda. Se trata de un tramo de 13 kilómetros de sustrato rocoso que comienza en el Mackay Bluff y termina en el corte del puerto de Nelson. La isla Haulashore formaba parte del Boulder Bank, pero el corte del puerto la convirtió en una isla y ya no está conectada al Boulder Bank. El Boulder Bank separa la bahía de Tasmania y el puerto de Nelson y está gestionado como reserva paisajística por el Departamento de Conservación. El acceso al terreno se realiza por Boulder Bank Drive, señalizado en el extremo norte de Nelson Haven en la carretera estatal 6.

## Geología y geografía
El Boulder Bank  está compuesto por granodiorita. Todavía se debate qué proceso o procesos han dado lugar a esta extraña estructura. Sin embargo, la deriva litoral es la hipótesis de creación más aceptada. La principal objeción a la deriva litoral es que Tasman Bay no recibe suficiente acción de las olas para mover las grandes rocas en dirección suroeste. Desde 1892 se han realizado estudios para determinar la velocidad de movimiento de los cantos rodados. Se ha calculado que la velocidad de movimiento de la grava del curso superior es de 7,5 metros al año.

## Elcorte
El corte se construyó para que el puerto de Nelson pudiera atender la creciente demanda de transporte marítimo de la zona de Tasmania. La construcción se inició en 1903 y en 1905 entró en funcionamiento una entrada de 61 metros de ancho. En la actualidad, el corte tiene 150 metros de ancho y se draga cada seis meses para mantener una profundidad de 10 metros.

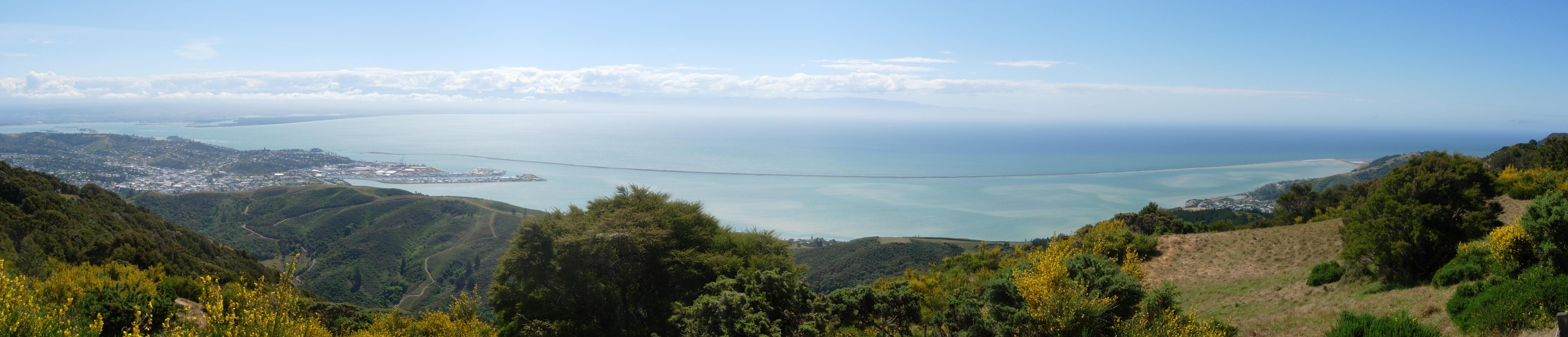
Panorama del Boulder Bank desde Kaka Hill, diciembre de 2007

## Faro

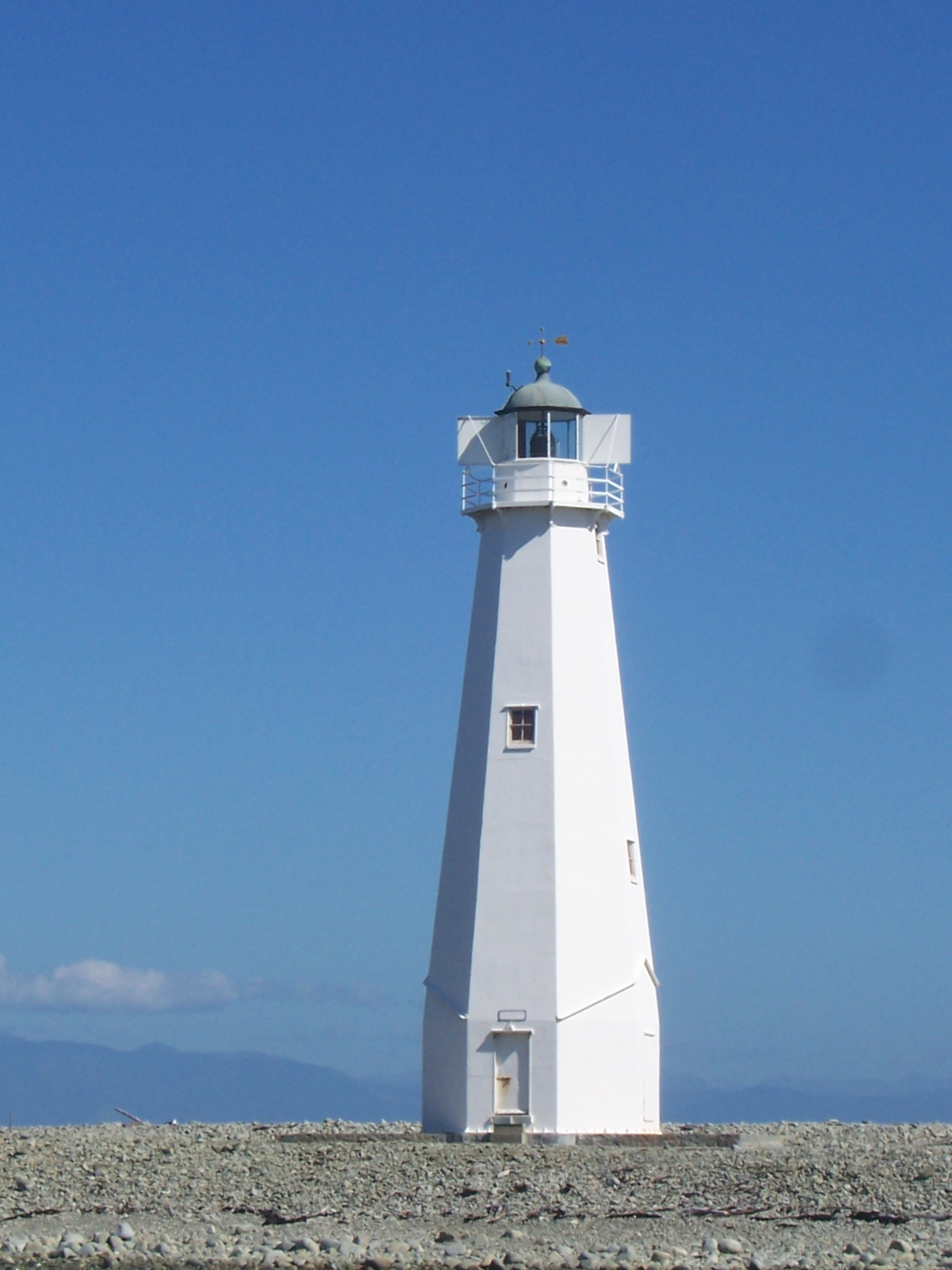
El faro de Boulder Bank fue el segundo faro permanente del país

El faro de Boulder Bank  se erigió en 1862. Está situado cerca del extremo del puerto de Boulder Bank y fue el segundo faro permanente de Nueva Zelanda. Está registrado en el Historic Places Trust como estructura de categoría I con el número de registro 41.